# 吕西尼亚克
吕西尼亚克（法語：Lusignac，法語發音：[lyziɲak]）是法国多尔多涅省的一个市镇，位于该省西北部，属于佩里格区。

## 地理
吕西尼亚克（45°19'38"N, 0°18'43"E）面积7.88 平方千米，位于法国新阿基坦大区多爾多涅省，该省份为法国西南部内陆省份，是法國本土面积第三大的省，大致对应佩里戈尔地区，北起顺时针与夏朗德省、上维埃纳省、科雷兹省、洛特省、洛特-加龙省、吉倫特省和滨海夏朗德省接壤。
与吕西尼亚克接壤的市镇（或旧市镇、城区）包括：圣马夏尔维韦罗勒、阿勒芒、贝尔特里克-比雷、布泰耶-圣塞巴斯蒂安、韦尔泰亚克、圣保罗利佐讷。

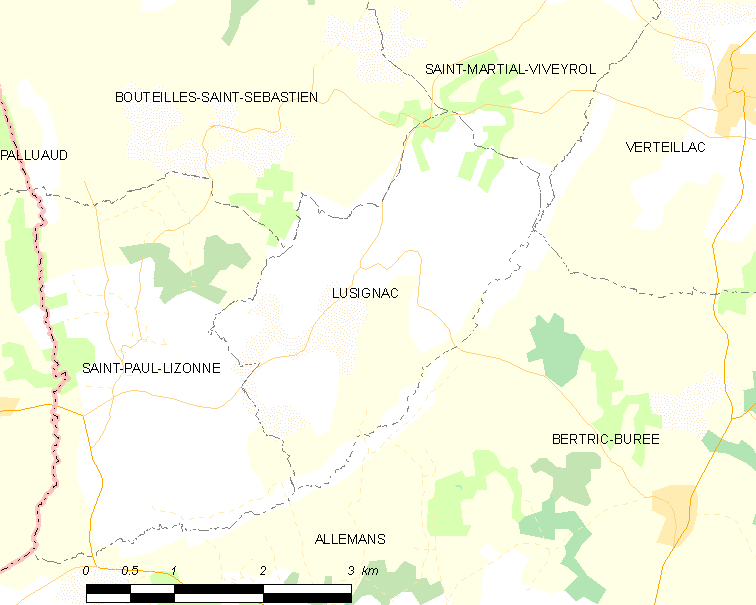
吕西尼亚克的OSM定位图

吕西尼亚克的时区为UTC+01:00、UTC+02:00（夏令时）。

## 行政
吕西尼亚克的邮政编码为24320，INSEE市镇编码为24247。

## 政治
吕西尼亚克所属的省级选区为里贝拉克县。

## 人口

1962-2008年间吕西尼亚克人口变化图示

吕西尼亚克于2022年1月1日时的人口数量为163人。